# سيلين فان دوين
سيلين فان دوين (من مواليد 4 نوفمبر 1992) هي لاعبة غطس هولندية. تنافست في حدث منصة 10 أمتار للسيدات في بطولة العالم للألعاب المائية 2018، وفازت بالميدالية الذهبية. تنافست أيضا في بطولة العالم للرياضات المائية 2013 و2015 و2017. في كأس العالم للغطس 2018، احتلت المركز الرابع مع إنجي يانسن في حدث منصة القفز المتزامنة 3 أمتار للسيدات.